# José Giral
Pour les articles homonymes, voir Giral (homonymie).
José Giral Pereira, né à Santiago de Cuba le 22 octobre 1879 et mort en exil à Mexico le 23 décembre 1962, est un universitaire, professeur de chimie inorganique et un homme d'État espagnol.

## Biographie
Après ses études de chimie et de pharmacie à Madrid, José Giral est nommé en 1905 à la chaire de chimie inorganique à l'université de Salamanque. D'opinions républicaines, il fut détenu en 1917 pour avoir participé à la grève générale de cette année, et subit à nouveau la prison pendant la dictature de Primo de Rivera (1923-1930) et le gouvernement de Berenguer (1930).
Fondateur, avec Manuel Azaña de l'« Acción Republicana » (Action républicaine) et membre de la « Izquierda Republicana » (Gauche républicaine) depuis la fusion de l'« Acción Republicana », du « Partido Republicano Radical Socialista » (Parti républicain radical socialiste) et de l'« Organización Republicana Gallega Autónoma » (ORGA - Organisation républicaine galicienne autonome).
À la proclamation de la République le 14 avril 1931 il est nommé recteur de l'université de Madrid et conseiller d'État. Il prend en charge le portefeuille de la marine (1931 à 1933) et en 1936 est chargé par Manuel Azaña de présider le gouvernement après l'essai de Diego Martínez Barrio de former un gouvernement pour enrayer le coup d'État militaire des 17 juillet et 18 juillet 1936. 
La guerre civile déclenchée, il est partisan de donner des armes aux organisations ouvrières et de dissoudre l'armée insurgée. Il perd son autorité au fur et à mesure que le conflit s'allonge et se radicalise.
Le gouvernement Giral dure du 19 juillet 1936 au 4 septembre 1936, lorsque la chute de Talavera de la Reina et la menace de l'armée du Maroc sur Madrid obligent de confier le pouvoir à Largo Caballero. Giral reste ministre sans portefeuille dans les deux gouvernements de Largo Caballero, puis ministre de l'Intérieur dans celui de Juan Negrín (1937-38).
Émigré d'abord en France, il se rend au Mexique, où il occupe de 1945 à 1947 la présidence du gouvernement républicain en exil tout en donnant des cours dans la capitale mexicaine.
Franc-maçon, il est membre du Grand Orient espagnol.

### Sources
- (es) Cet article est partiellement ou en totalité issu de l’article de Wikipédia en espagnol intitulé « José Giral » (voir la liste des auteurs).